# Hilary Lindh
Hilary Kirsten Lindh (ur. 10 maja 1969 w Juneau) – amerykańska narciarka alpejska, wicemistrzyni olimpijska oraz dwukrotna medalistka mistrzostw świata.

## Kariera
Do reprezentacji USA Hilary Lindh powołana została w sezonie 1982/1983. W 1985 roku wystąpiła na mistrzostwach świata juniorów w Jasnej, gdzie zajęła jedenastą pozycję w zjeździe. W tej samej konkurencji wywalczyła złoty medal na rozgrywanych rok później mistrzostwach świata juniorów w Bad Kleinkirchheim. Wyprzedziła tam bezpośrednio Austriaczkę Astrid Geisler oraz Włoszkę Deborę Compagnoni. W zawodach Pucharu Świata pierwsze punkty wywalczyła 5 marca 1986 roku w Vail, zajmując 13. miejsce w zjeździe. W kolejnych latach łącznie pięć razy stawała na podium zawodów tego cyklu, po raz pierwszy dokonując tego 2 lutego 1994 roku w Sierra Nevada, gdzie zwyciężyła w zjeździe. W zawodach tych wyprzedziła Francuzkę Mélanie Suchet oraz Włoszkę Isolde Kostner. Następnie zajmowała pierwsze miejsce w zjeździe 2 grudnia 1994 roku w Vail, drugie i pierwsze w zjeździe w dniach 9-10 grudnia 1994 roku w Lake Louise oraz drugie w tej samej konkurencji 28 lutego 1997 roku w Happo One. Najlepsze wyniki osiągnęła w sezonie 1994/1995, kiedy była dziewiąta w klasyfikacji generalnej i druga w klasyfikacji zjazdu, ulegając tylko swej rodaczce, Picabo Street. Była też między innymi piąta w klasyfikacji zjazdu w sezonie 1993/1994.
W 1988 roku wystartowała na igrzyskach olimpijskich w Calgary, gdzie jej najlepszym wynikiem było 23. miejsce w kombinacji. Podczas rozgrywanych cztery lata później igrzysk olimpijskich w Albertville wywalczyła srebrny medal, rozdzielając na podium Kerrin Lee-Gartner z Kanady oraz Austriaczkę Veronikę Wallinger. Wystąpiła także na igrzyskach w Lillehammer, gdzie zajęła siódme miejsce w zjeździe i trzynaste w supergigancie. W 1996 roku wywalczyła brązowy medal w biegu zjazdowym podczas mistrzostw świata w Sierra Nevada, ulegając tylko Picabo Street i Niemce Katii Seizinger. Na tej samej imprezie zajęła też piąte miejsce w supergigancie. Ostatni sukces osiągnęła na rozgrywanych rok później mistrzostwach świata w Sestriere, gdzie zwyciężyła w swej koronnej konkurencji. W zawodach tych o 0,06 sekundy wyprzedziła Heidi Zurbriggen ze Szwajcarii, a o 0,26 sekundy pokonała Szwedkę Pernillę Wiberg.
Kilkakrotnie zdobywała medale mistrzostw USA, w tym złote w zjeździe w latach 1986, 1989 i 1997, kombinacji w 1992 roku oraz supergigancie w 1997 roku.

## Osiągnięcia

### Igrzyska olimpijskie
| Miejsce | Dzień     | Rok  | Miejscowość | Konkurencja | Czas biegu | Strata      | Zwyciężczyni       |
| ------- | --------- | ---- | ----------- | ----------- | ---------- | ----------- | ------------------ |
| DNF     | 19 lutego | 1988 | Calgary     | Zjazd       | 1:25,86    | -           | Marina Kiehl       |
| 23.     | 21 lutego | 1988 | Calgary     | Kombinacja  | 29,25 pkt  | +135,32 pkt | Anita Wachter      |
| 26.     | 22 lutego | 1988 | Calgary     | Supergigant | 1:19,03    | +4,08       | Sigrid Wolf        |
| 2.      | 15 lutego | 1992 | Albertville | Zjazd       | 1:52,55    | +0,06       | Kerrin Lee-Gartner |
| 17.     | 18 lutego | 1992 | Albertville | Supergigant | 1:21,22    | +4,15       | Deborah Compagnoni |
| 13.     | 15 lutego | 1994 | Lillehammer | Supergigant | 1:22,15    | +1,23       | Diann Roffe        |
| 7.      | 19 lutego | 1994 | Lillehammer | Zjazd       | 1:21,22    | +1,51       | Katja Seizinger    |

### Mistrzostwa świata
| Miejsce | Dzień       | Rok  | Miejscowość   | Konkurencja | Czas biegu | Strata | Zwyciężczyni     |
| ------- | ----------- | ---- | ------------- | ----------- | ---------- | ------ | ---------------- |
| 15.     | 5 lutego    | 1989 | Vail          | Zjazd       | 1:46,50    | +2,51  | Maria Walliser   |
| 25.     | 8 lutego    | 1989 | Vail          | Supergigant | 1:19,46    | +2,58  | Ulrike Maier     |
| 26.     | 26 stycznia | 1991 | Saalbach      | Zjazd       | 1:29,12    | +3,32  | Petra Kronberger |
| 10.     | 29 stycznia | 1991 | Saalbach      | Supergigant | 1:08,72    | +1,42  | Ulrike Maier     |
| 5.      | 12 lutego   | 1996 | Sierra Nevada | Supergigant | 1:21,00    | +0,82  | Isolde Kostner   |
| 3.      | 18 lutego   | 1996 | Sierra Nevada | Zjazd       | 1:54,06    | +0,64  | Picabo Street    |
| DNF     | 19 lutego   | 1996 | Sierra Nevada | Kombinacja  | 3:19,68    | -      | Pernilla Wiberg  |
| 18.     | 11 lutego   | 1997 | Sestriere     | Supergigant | 1:23,50    | +2,13  | Isolde Kostner   |
| 1.      | 15 lutego   | 1997 | Sestriere     | Zjazd       | 1:41,18    | -      | -                |

### Mistrzostwa świata juniorów
| Miejsce | Dzień     | Rok  | Miejscowość        | Konkurencja | Czas biegu | Strata | Zwyciężczyni   |
| ------- | --------- | ---- | ------------------ | ----------- | ---------- | ------ | -------------- |
| 11.     | 28 lutego | 1985 | Jasná              | Zjazd       | 1:22,12    | +2,14  | Astrid Geisler |
| 1.      | 20 lutego | 1986 | Bad Kleinkirchheim | Zjazd       | 1:40,93    | -      | -              |

### Puchar Świata

#### Miejsca w klasyfikacji generalnej
- sezon 1985/1986: 82.
- sezon 1987/1988: 77.
- sezon 1988/1989: 62.
- sezon 1989/1990: 46.
- sezon 1990/1991: 51.
- sezon 1991/1992: 38.
- sezon 1992/1993: 48.
- sezon 1993/1994: 25.
- sezon 1994/1995: 9.
- sezon 1995/1996: 32.
- sezon 1996/1997: 22.

#### Miejsca na podium
1. Sierra Nevada – 2 lutego 1994 (zjazd) – 1. miejsce
2. Vail – 2 grudnia 1994 (zjazd) – 1. miejsce
3. Lake Louise – 9 grudnia 1994 (zjazd) – 2. miejsce
4. Lake Louise – 10 grudnia 1994 (zjazd) – 1. miejsce
5. Happo One – 28 lutego 1997 (zjazd) – 2. miejsce